# パム・ボンディ

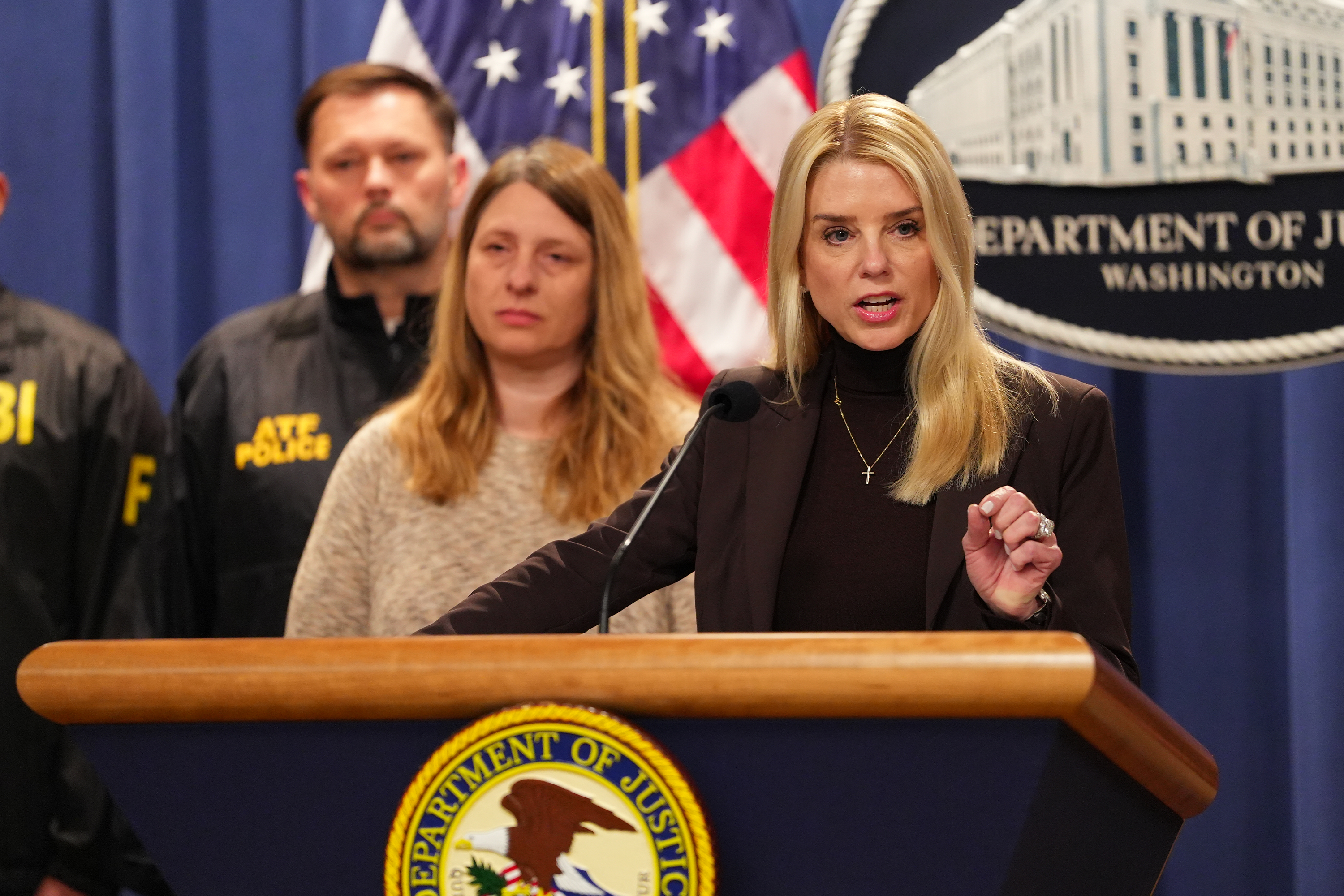
2025年2月の司法長官として初の記者会見（右端がボンディ）

パメラ・ジョー・ボンディ（英語: Pamela Jo Bondi, 1965年11月17日 - ）、はアメリカ合衆国の政治家。現在、同国司法長官（第87代）。フロリダ州司法長官（第37代）を務めた。
2024年11月、ドナルド・トランプ次期大統領から次期司法長官にすると公表され、2025年2月5日に上院にて賛成多数で承認。